# Cruzeiro (Distrito Federal)
| Região Administrativa de Cruzeiro           |                                        |
|                                             |                                        |
| \| \| \| Bandeira \|                        |                                        |
| Hino                                        |                                        |
| Região Administrativa XI                    |                                        |
| Fundação: 30 de novembro de 1959 (65 anos)  |                                        |
| Lei de criação: 49 de 25 de outubro de 1989 |                                        |
| Mapa de Cruzeiro                            |                                        |
| Limites:                                    | SIA, Plano Piloto e Sudoeste/Octogonal |
| Distância de Brasília:                      | 8 km                                   |
| Administrador(a):                           | Cláudio Simões dos Santos              |
| Área                                        |                                        |
| - Total                                     | 8,9 km²                                |
| População                                   |                                        |
| - Total                                     | 31.230 habitantes '                    |
| IDH                                         | 0,928 muito alto SEPLAN/2000           |
| Site governamental                          | www.cruzeiro.df.gov.br                 |
| Bandeira de Cruzeiro                        |                                        |
| Bandeira                                    |                                        |

Cruzeiro é uma região administrativa do Distrito Federal brasileiro.
Cruzeiro é dividida em Cruzeiro Velho, formado por edificações residenciais unifamiliares; e Cruzeiro Novo, composto por edifícios de 4 pavimentos.
A região administrativa foi formada por pioneiros da capital federal, Brasília, principalmente famílias de funcionário públicos vindas do Rio de Janeiro. As primeiras construções, conjuntos de casas geminadas no Cruzeiro Velho, se iniciaram em 1959. Cruzeiro foi fundada em 30 de novembro de 1959, recebendo a condição de região administrativa, conforme a Lei 49, de 25 de outubro de 1989. Na década de 1970, Cruzeiro foi expandida com a construção de Cruzeiro Novo, formado por prédios de 4 pavimentos.
Nela está situada o clube-escola de samba a ARUC, maior campeã do carnaval candango, com 28 títulos desde o início dos desfiles em 1962.
É um dos lugares mais tranquilos do Distrito Federal devido à qualidade de vida da população e também pela proximidade do Parque da Cidade Sarah Kubitschek, no Plano Piloto.[carece de fontes?]
Conforme o site governamental http://www.cruzeiro.df.gov.br/sobre-a-ra-xi/conheca-cruzeiro-ra-xi.html  "A Região Administrativa de Cruzeiro encontra-se dentro da Poligonal de tombamento do Plano Piloto de Brasília. Desde 1992 a região administrativa de Cruzeiro é considerada Patrimônio Histórico e Artístico da Humanidade, conforme prevê o Decreto-Lei nº 25, de 30 de novembro de 1937, e a Portaria nº 314, de 08 de outubro de 1992, do atual Instituto de Patrimônio Histórico e Artístico Nacional (IPHAN), do Ministério da Cultura."
"Segundo o Decreto nº 10.829, de 14 de outubro de 1987, os limites do Plano Piloto de Brasília são definidos pelo lago Paranoá, a leste; pelo córrego Vicente Pires, ao sul; pela Estrada Parque Indústria e Abastecimento (EPIA), ao oeste; e pelo córrego Bananal, ao norte." Dessa forma, abrange áreas das regiões administrativas de Cruzeiro, do Sudoeste/Octogonal e de Candangolândia.

## Centro Cultural Rubem Valentim
O espaço, inaugurado em 27 de setembro de 1998 e reformado em maio de 2008, tem auditório com capacidade para 130 lugares, salão de múltiplas funções e galeria para exposições. Abriga também a Casa da Memória de Cruzeiro, destinado a preservar a história local com acervo fotográfico e documental sobre a região administrativa.